# Over G Fighters
Over G Fighters est un jeu vidéo de combat aérien sorti en 2006 sur Xbox 360. Le jeu a été édité par Ubisoft et développé par Taito.

## Accueil
- Gamekult : 3/10[1]
- Jeuxvideo.com : 6/20[2]